# الاهنوم (قارة)

تعديل مصدري - تعديل

الاهنوم هي إحدى قرى عزلة قارة بمديرية قارة التابعة لمحافظة حجة، بلغ تعداد سكانها 1176 نسمة حسب تعداد اليمن لعام 2004.